# NGC 1821
NGC 1821 je galaksija u zviježđu Zecu.

## Vanjske poveznice
- SEDS: NGC 1821